# James Caird
James Caird je 7-metrski odprt kitolovski čoln, s katerim je sir Ernest Shackleton s šestimi tovariši opravil 800-miljsko (1.300 km) potovanje v antarktičnih vodah. Pluli so od Slonovega otoka (800 km južneje od Rta Horn) do Južne Georgie med antarktično zimo leta 1916. Imenovali so ga po siru Jamesu Keyu Cairdu, proizvajalcu jute in človekoljubu iz Dundeeja, v zahvalo za njegove denarne prispevke k odpravi z ladjo Endurance (Vzdržljivost). 
Danes je čoln v spomin na slavnega učenca Shackletona shranjen na kolidžu Dulwich v južnem Londonu. 